# Royal White Star Bruxelles
Ne pas confondre avec le KV Woluwe-Zaventem, un autre club de football de la région.
Ne pas confondre avec le R. White Star Athletic Club du matricule 47 qui s'est appelé White Star Woluwe Athletic Club entre 1919 et 1935.
Maillots
Dernière mise à jour : 6 août 2018.
Le Royal White Star Bruxelles était un ancien club de football belge basé à Molenbeek-Saint-Jean. Fondé en 1948, le club portait le matricule 5750. Ses couleurs étaient le noir et le blanc.
Le club était considéré comme prolongeant l'histoire du Royal White Star Athletic Club, un très ancien club bruxellois qui portait le matricule 47. Il est cependant utile de préciser que, malgré la présence de liens sentimentaux importants, les deux clubs étaient totalement différents.
Son appellation R. White Star Bruxelles avait été décidée le 3 juin 2013 par la nouvelle direction du club contrôlée par un groupe d'investisseurs venant de Dubaï, la mention « Bruxelles » étant considérée comme plus porteur que « Woluwe FC ».
Le club déclare forfait au début de la saison 2017-2018 de Division 2 Amateur et met un terme à ses activités. Il devrait être radié par l'Union Belge en 2018 après avoir disputé 15 saisons dans les séries nationales.

## Histoire

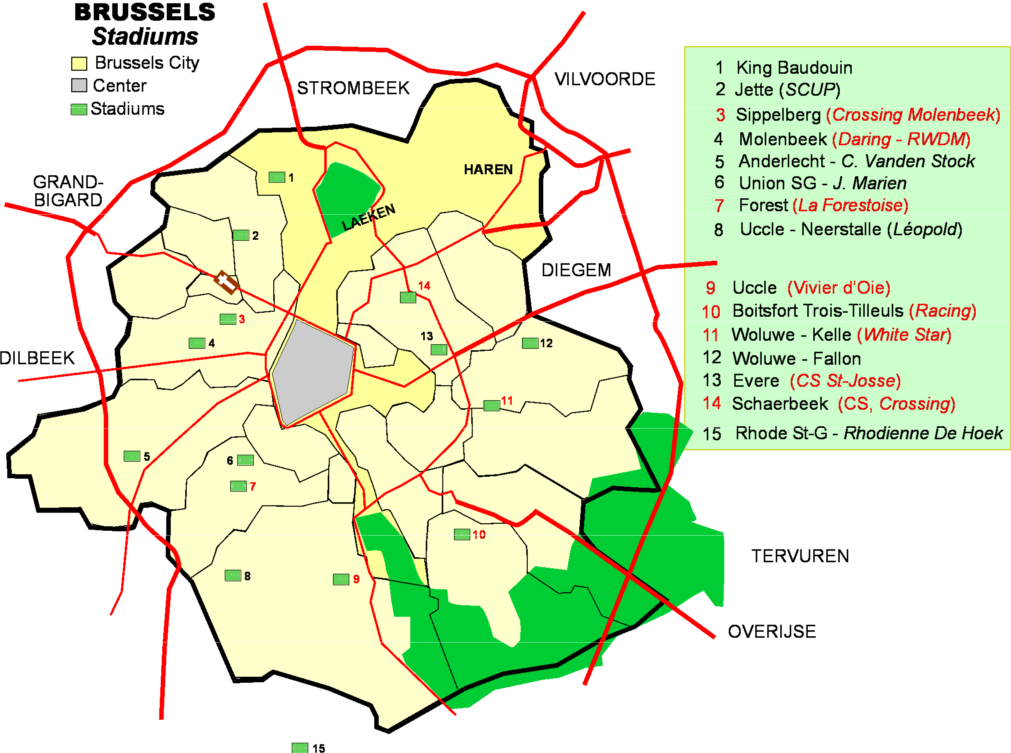

À l'instar de nombre de ses prédécesseurs (et successeurs), ce club a vu le jour aux hasards d'une conversation dans un café. En 1948, dans un établissement appelé le Grand Roi, plusieurs clients évoquèrent la création d'un nouveau club à la suite d'un litige avec le FC Kapelleveld (un club évoluant en Ligue ouvrière). Les frères Vermeulen allèrent jusqu'au bout de l'idée et amenèrent la fondation du Kapelleveld FC. Le club s'insrivit en Ligue amateur et débuta sur un terrain situé Chaussée de Louvain à Evere. Il joua dans un premier temps en vert et blanc.
En 1954, le Kapelleveld FC franchit le pas et s'affilia, sous l'appellation Woluwe FC, à l'URBSFA qui lui attribua le matricule 5750. Le club commença à jouer au stade Fallon. Mais à la suite d'un désaccord avec la commune le club déménagea, en 1959 pour prendre ses quartiers sur un terrain de la cité « Kapelleveld », avenue Albert Dumon.

### Héritier officiel du White Star AC
En 1963, le monde du football bruxellois fut en émoi. Deux très anciens clubs de « l'Est bruxellois » concrétisèrent leur vœux de s'unir. Le Royal White Star AC (résident du stade Fallon) et le Royal Racing CB fusionnèrent pour donner vie au Royal Racing White. Comme souvent, ce genre d'alliance fit des déçus dans chaque camp. Une question trotta alors dans la tête des Woluwéens. Pourquoi la « White Star », l'étoile blanche, de l'ancien club de leur localité était-elle laissée de côté. Monsieur Tallon, dirigeant du Woluwé FC, négocia avec Monsieur Battardy, un dirigeant influent du White Star, quant à la reprise du matricule 47. Cela ne put se faire, car le Racing White gardait ce matricule. (Le Racing avait échangé son n°6 contre le 1274 du R. FC La Rhodienne). Par contre, peu après, Monsieur Battardy remit officiellement l’étoile blanche au club du Woluwé FC qui changea alors « officiellement » son nom en White Star Woluwé FC. Un premier logo fut créé par Madame Lily Tallon avec un damier supportant la « White Star ». Plus tard, le damier disparut.
Les lignes qui précèdent sont en grande part à l'origine de la confusion que le temps installa dans les esprits. Le matricule 5750 a donc bien reçu officiellement l'autorisation de porter le nom de White Star et devint donc « l'héritier officiel » du matricule 47 (désormais disparu en même temps que le RWDM). Mais le White Star AC initial ne fut donc pas remplacé par l'actuel White Star Woluwe FC, il s'agit bien de deux entités différentes.
La même année 1963, une assemblée générale extraordinaire eut lieu au café du Grand Roi avec comme unique thème du jour « faut-il être absorbé par le Racing White ou fusionner avec l’Olympic Stockel ». Le club vivait des moments difficiles après une relégation en 3e provinciale. Le club continua de vivoter mais survécut.
En 1972, le White Star Woluwe FC fut de nouveau en mauvaise posture. Le club était prié de quitter le terrain de la cité Kappelleveld alors que dans le même temps, son président Felix Van Hoey (en fonction depuis 1963) démissionnait. Le secrétaire Joseph Carlier quittait le cercle pour rejoindre le R. Racing White (47). Ce fut Omer Vandenbossche qui reprit la destinées du matricule 5750. Avec un groupe d’amis, il parvint à assurer la pérennité du club qui descendit en 4e provinciale. Le club retrouva le Stade Fallon, mais seulement le « terrain 2 », car le R. Racing White occupait le terrain principal.
L'année suivante, le Racing White quitta Woluwe-Saint-Lambert pour Molenbeek. Le matricule 47 fusionnait avec le Royal Daring Club de Molenbeek pour former le RWDM. Le White Star Woluwe FC devint ainsi « seul maître à bord » du stade Fallon et occupa le terrain principal.
En 1975, le White Star Woluwé FC remonta en 3e provinciale tout en bénéficiant de renforts en la personne de « Juniors UEFA » de l’ancien Racing White.
Entre 1976 et 1999, le matricule 5750 survécut dans les petites séries provinciales et joua un rôle assez anonyme. En 1981, le club fusionna avec le Sporting Malou (8145), un club créé sept ans plus tôt, et prit le nom de White Star Malou Woluwe (5750). En 1994, le cercle reprit l'appellation de White Star Woluwe FC (5750).
En avril 1999, Michel Farin reprit le club qui se sauva de justesse en 3e Provinciale. À partir de ce moment, le discret « WSWFC » se structura et fit valoir des ambitions régulièrement renouvelées... à la hausse.
«  »

### Accession en Nationale
En 1999-2000, le White Star Woluwe FC monte en 2e Provinciale et remporte la Coupe du Brabant en battant le R. Léopold Uccle FC (P1) en finale. Pour la saison suivante, le club engagea le Docteur Charles Chapelle au poste d'entraîneur principal. Ce médecin du sport qui fut en fonction au R. SC Anderlecht quelques années plus tôt, devint rapidement un personnage emblématique du matricule 5750. Le WSWFC conquit une seconde montée de rang et arriva parmi l'élite provinciale. Il s'en fallut de peu que le « Doc » Chapelle n'apporte une 3e montée successive mais le club échoua durant le Tour final de P1 du Brabant. Le White Star défrayait de nouveau la chronique et ce fut à partir de ce moment qu'à l'extérieur du giron bruxellois, la confusion s'installa. Nombreux crurent au retour de l'ancien club ou à tout le moins à une reconstitution du matricule 47. Nous avons décrit ci-devant ce qu'il en était de l'appellation du club.
Entre 2002 et 2004, le White Star Woluwe Football Club écrivit une « double » page en lettres d'or à son Histoire. Champion du Brabant en 2003, le club accéda pour la première fois aux séries nationales et poursuivit par une montée en Division 3, grâce à un Tour final victorieux. Vice-champion derrière La Calamine, le club étoilé disposa de Grimbergen (1-3) puis Londerzeel (1-0) pour atteindre la finale décisive. Détail amusant, celle-ci fut un duel entre « White Star ». Contre le White Star Lauwe, le cercle woluwéen s'imposa 2-0 pour gagner sa place au 3e échelon. Durant cette période, le White Star est entraîné par le Docteur Charles Chapelle, e.a. ancien médecin du Sporting Anderlecht.
En 2005, le cercle fut reconnu Société Royale et prit le nom de Royal White Star Woluwé Football Club. Derrière Anderlecht, l'Union et Strombeek devenu le Brussels, la capitale belge retrouvait un 4e club dans les plus hautes divisions. Et qui plus est, ce 4e arrivant portait le glorieux nom de "White Star".
Après deux saisons dans le "ventre mou" de sa série, le matricule 5750 termina au 4e rang en 2007 et se qualifia pour le tour final vers la D2. Ces "play-offs tournèrent courts avec une élimination dès le premier tour contre Cappellen (1-1 dans la périphérie anversoise puis 1-2 à domicile).
La saison suivante, le RWSFC finit troisième et de nouveau placé pour le tour final. Une fois encore l'aventure ne dépassa par le premier tour avec deux revers (1-0 et 0-4) contre l'Eendracht Alost.

### Antichambre de l'élite
Après deux exercices moyens (2009 et 2010) bouclés au milieu du classement, le White Star réalisa une fantastique saison 2010-2011 avec un titre brillamment conquis avec huit points d'avance sur l'Excelsior Virton.
En 2012, le club termina sa "maidden saison" en Division 2 à une jolie 6e place (sur 18) d'un championnat remporté par le Sporting Charleroi qui réussit donc à remonter directement. Notons qu'à ce moment l'entraîneur des étoilés est un certain...Felice Mazzu (qui connaîtra le succès plus tard avec les Zèbres carolos).
La saison suivante débute superbement. Toujours sous la conduite de Mazzu le matricule 5750 remporte la première période et se qualifie doc pour le tour final. Mais la suite de la saison est nettement mois drôle. Le club est empêtré dans les soucis financiers et miné par des luttes internes. En janvier 2013, des rumeurs insistantes certifient qu'un groupe d'investisseurs est sur le point de reprendre le club. On parle d'un apport de 60 millions d'euros de la part du Holding "ODC" installé au Grand-Duché de Luxembourg et représenté par un dénommé Jean Dereine! Mais après des semaines de doute, la baudruche de dégonfle. "ODC" et ses filiales sont en fait en faillite. En manque d'argent frais et de garantie pour son avenir, le white Star se délite. De vieux serviteurs dont le Docteur Chapelle s'en vont. Deux jours plus tôt, soit le 28 mars 2013, le staff technique et les joueurs se mettent en grève. Ce sont les « Espoirs » qui jouent lors du déplacement…au Brussels. Un triste boycott du derby retour, d'autant que le FC Brussels mêlé à la lutte pour le maintien se retrouve « avantagé », au détriment de ses rivaux. Le mardi 16 avril 2013, comme pressenti, le White Star est mis en liquidation. Le club veut tenter de terminer le championnat (3 matches) avec les moyens du bord. Ensuite ? Si une nouvelle ASBL est constituée, le club devrait se retrouver en D3.

### Reprise financière
Le vendredi 19 avril 2013, un coup de théâtre surprend la sphère du football belge. La société dubaïote « Gulf Dynamic Challenge » (GDC) en négociations puis en litige avec le FC Brussels est annoncée comme repreneur du White Star Woluwé. L'ancien Directeur Général du Standard de Liège, Pierre François (qui avait mené un audit du FC Brussels pour le compte de GDC), est présenté comme le nouveau « patron » des Étoilés chargé de la gestion quotidienne. Mohammed Zaiour (T1 du FC Brussels en début de saison) est nommé Directeur technique. Le matricule moribond retrouve subitement des couleurs et est convaincu d'obtenir sa licence et donc de pouvoir prendre part au tour final pour la montée éventuelle en D1. Toutefois, le jeudi 25 avril 2013, le Comité d'Appel de la Commission des Licences refuse une nouvelle fois le dossier du White Star. Celui-ci se retrouve privé de tour final mais surtout relégué en Division 3. C'est St-Trond, 4e au général, qui serait repêché pour le tour final. Le White Star a immédiatement déclaré poursuivre la procédure en saisissant la « CBAS » (Cour d'arbitrage belge pour le sport ). Le jeudi 2 mai 2013, la CBAS rend pas son verdict et accorde sa licence au White Star qui peut donc participer au tour final. Déçu, St-Trond qui aurait profité d'une défection forcée des Étoilés n'exclut pas d'autres recours.
Depuis la fin avril 2013, c'est Philippe Droeven, jusque-là entraîneur adjoint, qui s'occupe de l'équipe Premières car Felice Mazzu peu convaincu et pas franchement en accord avec le projet de reprise par CDC a remis sa démission.. Le White Star entame le tour final de D2 avec un partage encourageant (1-1) à Westerlo mais aligne ensuite 5 défaites.

### Ère John Bico
En apparence sauvé financièrement, le club se remet au travail et fait montre d'ambitions. À la fin du mois de juin, des rumeurs annoncent que le White Star cherche à trouver asile au Stade Edmond Machtens de Molenbeek, mais rien n'est officiel. Le cercle devrait rester au stade Fallon, qui devrait partager avec le Royal Léopold Uccle FC. Début juin 2013, la nouvelle direction présente la nouvelle dénomination officielle: Royal White Star Bruxelles. Le but étant d'avoir un nom plus « porteur » sur le plan commercial. Début juillet 2013, le Français Jean-Guy Wallemme est présente comme le nouvel entraîneur du matricule 5750, mais dès la fin du même mois le technicien est déjà remercié. Les arguments de la direction mentionnent les mauvais résultats en matchs de préparation mais de sources fiables on entend que l'entraîneur n'était pas en phase avec les joueurs amenés par John Bico (ancien agent e.a. d'Eden Hazard) qui s'avère de plus en plus comme étant l'Homme fort du cercle étoilé.
Le job d'entraineur devient particulièrement précaire auprès du matricule 5750 qui en fait une "grande consommation". Les Français Ludovic Baletti et Jean-Guy Wallemme en ont fait les frais. Le Sénégalais Karim Ba leur succède mais est remercié fin septembre laissant la fonction à un autre technicien venu de l'Hexagone, Lionel Bah.
En décembre 2013, Pierre François annonce qu'il quitte ses fonctions d'administrateur-général. Fonctions reprises par...John Bico.
Au terme d'une saison 2013-2014 terminée à la 12e place, le "WSB" annonce qu'il déménage vers le stade Machtens de Molenbeek.

#### Cohabitation délicate voire impossible
L'exercice 2014-2015, avec John Bico aux commandes sportives, se passe relativement calmement sur plan sportif avec de nouveau une 12e place finale. Dans les coulisses, il en va tout autrement. Le club évolue devant de très petites chambrées de spectateurs alors que son co-résident du RWD Molenbeek attirent plusieurs centaines (voire milliers pour certaines affiches) de supporters bien qu'évoluant deux puis trois division plus bas !
Dès la période de préparation, la saison 2015-2016 est minée par les litiges occupant le stade Machtens. Cet exercice débouche sur une situation ubuesque. Le 30 avril 2016, le club est champion en obtenant une victoire 3-0 face au Patro Eisden et en coiffant sur le fil, lors de la dernière journée de championnat de D2, deux autres prétendants à la montée en D1 : le Royal Antwerp Football Club et le KAS Eupen avec 1 point d'avance. Toutefois, le 6 mai 2016, après ne pas avoir satisfait aux conditions exigées pour obtenir la licence professionnelle, le club est relégué en D1 amateur. Son homme fort, John Bico, annonce le 9 mai 2016 qu'il n'entreprendra pas d'action en justice contre cette décision et qu'il compte se retirer, ce qui condamnera probablement le club à disparaître. Cependant, juste avant le début de la compétition en D1 amateur, il décide finalement de relancer le White Star Bruxelles.
Le 15 octobre 2016, Bico quitte le club pour l'Antwerp, dont il devient le nouveau manager sportif,. Mais le 11 décembre de la même année, il revient au White Star et occupe le poste de manager, qu'il ne combinera toutefois plus avec celui d'entraîneur.

### Fin annoncée
Le 12 août 2017, le R. WS Bruxelles, en proie à de nombreux problèmes financiers et sans stade depuis son renvoi du Stade Edmond Machtens par la commune de Molenbeek subit la plus grosse défaite de son histoire au 4e tour de la coupe de Belgique face aux voisins bruxellois du Sporting Bruxelles : 0-8. Le mois suivant, le club est suspendu de toute activité sportive par l'URBSFA pour ne pas avoir versé les salaires de deux de ses anciens joueurs. Le club parvient à faire lever la suspension dans un premier temps mais est dans l'incapacité d'aligner son équipe première dans le Championnat de D2 Amateur. Les scores de forfaits s'enchaînent puis une nouvelle suspension d'activités sportives est prononcée le 22 septembre 2017. Le 29 septembre, le club est officiellement exclu de toute compétition sportive et relégué à la dernière place du championnat de D2 Amateur.
Si, en juin 2018, le cercle étoilé n'a toujours pas versé les salaires dus à ses deux anciens joueurs, sa radiation sera actée par l'Assemblée Générale de l'URBSFA.

## Historique
- 1948 : 01/04/1948, fondation de KAPPELLEVELD FOOTBALL CLUB.
- 1954 : 04/08/1954, KAPPELLEVELD FOOTBALL CLUB s'affilia à l'URBSFA sous le nom de WOLUWE FOOTBALL CLUB et reçut le matricule 5750.
- 1963 : 13/09/1963, Peu après la fusion formant le Royal Racing White (47), le WOLUWE FOOTBALL CLUB (5750) fut autorisé à reprendre le, nom de « White Star ». Le club changea alors son appellation en WHITE STAR WOLUWE FOOTBALL CLUB (5750).
- 1974 : 01/02/1974, fondation de UNION SPORTIVE MALOU (à l'initiative d'Eugène Michielsen, un ancien joueur de R. White Star Athletic Club (47)). Le 10/07/1974, ce club s'affilia à l'URBSFA sous la dénomination de SPORTING MALOU et reçut le matricule 8145.
- 1981 : 01/07/1981, fusion de WHITE STAR WOLUWE FOOTBALL CLUB (5750) et du SPORTING MALOU (8145) pour former WHITE STAR MALOU WOLUWE (5750).
- 1994 : 25/04/1994, WHITE STAR MALOU WOLUWE (5750) changea sa dénomination en WHITE STAR WOLUWE FOOTBALL CLUB (5750).
- 2003 : WHITE STAR WOLUWE FOOTBALL CLUB (5750) accéda pour la première fois aux séries nationales. Dans la foulée, le club décrocha sa place en Division 3.
- 2005 : WHITE STAR WOLUWE FOOTBALL CLUB (5750) fut reconnu Société Royale et prit peu après le nom de ROYAL WHITE STAR WOLUWE FOOTBALL CLUB (5750).
- 2013 : 01/07/2013, ROYAL WHITE STAR WOLUWE FOOTBALL CLUB (5750) change son appellation officielle et devient ROYAL WHITE STAR BRUXELLES (5750).

## Appellations officielles successives
- 1948 : Kapelleveld Football Club.
- 1954 : Woluwe Football Club
- 1963 : White Star Woluwe Football Club
- 1981 : White Star Malou Woluwe
- 1994 : White Star Woluwe Football Club
- 2005 : Royal White Star Woluwe Football Club
- 2013 : Royal White Star Bruxelles

## Terrains & Stades
- 1948-1954 : Chaussée de Louvain à Evere.
- 1954-1959 : Stade Fallon à Woluwe-Saint-Lambert.
- 1959-1972: Cité du Kapelleveld (avenue Dumon).
- 1972-1973: Stade Fallon (terrain 2) à Woluwe-Saint-Lambert.
- 1973-2014: Stade Fallon à Woluwe-Saint-Lambert.
- 2014-2017: Stade Edmond Machtens à Molenbeek-Saint-Jean.

## Palmarès et statistiques
Statistiques mises à jour le 31 mai 2018

### Palmarès
- 1 fois champion de Division 2 en 2016.
- 1 fois champion de Division 3 en 2011.

### Bilan
| Niv | Divisions     | Jouées | Titres | TM Up | TM Down |
| --- | ------------- | ------ | ------ | ----- | ------- |
| I   | 1re nationale | 0      | 0      |       |         |
| II  | 2e nationale  | 5      | 1      | 1     |         |
| III | 3e nationale  | 8      | 1      | 2     |         |
| IV  | 4e nationale  | 2      | 0      | 1     |         |
| V   | 5e nationale  | 0      | 0      |       |         |
|     |               |        |        |       |         |
|     | TOTAUX        | 15     | 2      | 4     | 0       |

- TM Up : test-match pour départager des égalités, ou toutes formes de Barrages ou de Tour final pour une montée éventuelle.
- TM Down : test-match pour départager des égalités, ou toutes formes de Barrages ou de Tour final pour le maintien.

### Classements saison par saison
| Ordre | Saison  | Nom du club                                          | Niveau                                               | Classement final                                     | Remarques                                            |
| ----- | ------- | ---------------------------------------------------- | ---------------------------------------------------- | ---------------------------------------------------- | ---------------------------------------------------- |
| 1     | 2003-04 | White Star Woluwe FC                                 | Promotion série D                                    | 2e/16                                                | Promu via tour final                                 |
| 2     | 2004-05 | White Star Woluwe FC                                 | Division 3 série B                                   | 6e/16                                                |                                                      |
| 3     | 2005-06 | R. White Star Woluwe FC                              | Division 3 série A                                   | 9e/16                                                |                                                      |
| 4     | 2006-07 | R. White Star Woluwe FC                              | Division 3 série B                                   | 4e/16                                                | Tour final                                           |
| 5     | 2007-08 | R. White Star Woluwe FC                              | Division 3 série B                                   | 3e/16                                                | Tour final                                           |
| 6     | 2008-09 | R. White Star Woluwe FC                              | Division 3 série A                                   | 10e/16                                               |                                                      |
| 7     | 2009-10 | R. White Star Woluwe FC                              | Division 3 série B                                   | 11e/16                                               |                                                      |
| 8     | 2010-11 | R. White Star Woluwe FC                              | Division 3 série B                                   | 1er/18                                               | Champion et promu                                    |
| 9     | 2011-12 | R. White Star Woluwe FC                              | Division 2                                           | 6e/18                                                |                                                      |
| 10    | 2012-13 | R. White Star Woluwe FC                              | Division 2                                           | 7e/18                                                | Tour final                                           |
| 11    | 2013-14 | R. White Star Bruxelles                              | Division 2                                           | 12e/18                                               |                                                      |
| 12    | 2014-15 | R. White Star Bruxelles                              | Division 2                                           | 12e/18                                               |                                                      |
| 13    | 2015-16 | R. White Star Bruxelles                              | Division 2                                           | 1er/17                                               | Champion mais relégué                                |
| 14    | 2016-17 | R. White Star Bruxelles                              | Division 1 Amateur                                   | 15e/16                                               | Relégué                                              |
| 15    | 2017-18 | R. White Star Bruxelles                              | Division 2 Amateur ACFF                              | 16e/16                                               | Forfait général                                      |
| X     | 2018    | Arrêt des activités du club, son matricule disparaît | Arrêt des activités du club, son matricule disparaît | Arrêt des activités du club, son matricule disparaît | Arrêt des activités du club, son matricule disparaît |

## Entraîneurs
- 1972-1974:  François Konter
- 1999-2000:  Michel Desmecht
- 2000-2010:  Charles Chapelle
- 2010-2012:  Felice Mazzu
- 2012-2013:  Felice Mazzu,  Ludovic Batelli,  Cisco Ferrera
- 2013-2014:  Jean-Guy Wallemme,  Abdou Karim Ba,  Lionel Bah,  John Bico
- 2014-2016:  John Bico,  Jean Louis Dingondo
- 2016-2017:  John Bico,  Azubuike Oliseh,  John Bico

## Autres disciplines
Bien que le Stade Fallon soit davantage connu comme étant le siège du White Star Woluwe, il est aussi l’endroit où se déroulent d’autres disciplines sportives.
- Football Féminin

Le club féminin du White Star Woluwe, le Fémina White Star se comporte assez bien au niveau national. En effet, les dames se trouvent en 1re division nationale. Leurs matches se jouent sur le terrain numéro 2 du Stade Fallon, celui qui équivaut au terrain d’entraînement du White Star (hommes)
- Athlétisme

De par sa piste d’athlétisme autour de son terrain principal, le Stade Fallon héberge aussi un club d’athlétisme, le « White Star AC »
- Hockey

Vu le nombre assez important de terrains dont il dispose, le Stade Fallon sert aussi de terrains de hockey d’entraînement et de matches (pour les jeunes) pour le club de la Rasante.
- Tennis

Sur les hauteurs du site du Stade Fallon se trouve un club de tennis, le Wolu Tennis, qui contient pas moins de neuf terrains extérieurs en brique pilée, quatre terrains synthétiques extérieurs, cinq terrains couverts en brique pilée.